# Pavla Šimonková
Pavla Šimonková, též Pavlína Šimonková-Hrubá (22. června 1908 – 1989) byla česká a československá politička Komunistické strany Československa a poválečná poslankyně Ústavodárného Národního shromáždění a Národního shromáždění ČSR.

## Biografie
V parlamentních volbách v roce 1946 byla zvolena poslankyní Ústavodárného Národního shromáždění za KSČ. Setrvala zde do konce funkčního období, tedy do voleb do Národního shromáždění roku 1948, v nichž byla zvolena do Národního shromáždění za KSČ ve volebním kraji Pardubice. V parlamentu zasedala až do konce funkčního období, tedy do roku 1954.
Pocházela z Pardubic. V roce 1949 se uvádí jako zástupkyně Ústřední rady družstev.